# فرانيو تودجمان
فرانيو تودجمان (بالكرواتية: Franjo Tuđman)‏ (14 مايو 1922 - 10 ديسمبر 1999) سياسي كرواتي، وبعد استقلال البلاد عن يوغوسلافيا أصبح أول رئيس لكرواتيا .

## حياته
خاض فرانيو تودجمان في شبابه معارك الحرب العالمية الثانية كعضو من أنصار يوغوسلافيا، وأصبح في وقت لاحق أصغر جنرال في الجيش اليوغوسلافي، وبعد حياته العسكرية عمل كمؤرخ حتى دخل في صراع مع النظام، عاش فرانيو تودجمان مجهول نسبيا في السنوات التالية من صراعه مع النظام حتى نهاية الشيوعية .

## الرئاسة
بدأ فرانيو تودجمان حياته السياسية من خلال تأسيس حزب الاتحاد الديمقراطي الكرواتي في عام 1989، ثم أصبح الرئيس في عام 1990، كما فاز حزبه حزب الاتحاد الديمقراطي الكرواتي في أول انتخابات متعددة الأحزاب في مرحلة ما بعد الشيوعية في كرواتيا، وبعد عام واحد من كمه أعلن استقلال كرواتيا، وأعيد انتخابه مرتين، وبقي في السلطة حتى وفاته في عام 1999 .

## جرائم الحرب
في مايو 2013 حكمت المحكمة الجنائية الدولية التي تتخذ من لاهاي مقرا لها، حكم من الدرجة الأولى ضد يادرانكو بريليتش، ووجدت في حكمها أن تودجمان كان زعيم إجرامي مشترك ضد السكان غير الكروات في البوسنة والهرسك في فترة حرب البوسنة.

## روابط خارجية
- فرانيو تودجمان على موقع الموسوعة البريطانية (الإنجليزية)
- فرانيو تودجمان على موقع مونزينجر (الألمانية)
- فرانيو تودجمان على موقع إن إن دي بي (الإنجليزية)